# Radio Inter
Radio Inter o La Inter, anteriorment coneguda com a Radio Intercontinental, és una emissora de ràdio espanyola de caràcter generalista, amb emissió en diferents freqüències en l'FM i en Internet. Pertany a la societat anònima Companyia de Radiodifusió Intercontinental (CRISA), propietat al 96,7% del Grup Intereconomía. Els seus estudis es troben al Carrer Modesto Lafuente 42 de Madrid.
Des del 7 de gener 2019 Grup Internacional va prendre el control de l'emissora adquirint el 96,70%, passant a ser el seu president Carlos Peñaloza.

## Història
La cadena va començar les seves emissions al febrer de 1950, sent el seu creador i posterior President d'Honor Ramón Serrano Súñer, exMinistres d'Afers exteriors i cunyat de Francisco Franco i el seu primer director Dionisio Ridruejo. En els seus primers anys d'existència va comptar en plantilla amb locutors com José María de Olano, José del Palacio, Enrique Maristany i, des de 1952, Ángel de Echenique. Aquest últim va ser l'impulsor d'espais mítics de la cadena com El auto de la fortuna o Ruede la bola.
En 1959 va assumir l'adreça de l'emissora Alberto Domper. Periodistes i actors de veu de prestigi van anar desfilant pels micròfons de Radio Intercontinental. Noms com Jesús Álvarez, Santiago Vázquez, María del Puy, Ernesto Lacalle, María del Carmen Goñi, Ángel Soler, María Banquer, Miguel de los Santos, Juan Manuel Gozalo, Javier Basilio, José Luis Uribarri, Isabel Baeza, Miguel Vila, José Miguel Flores, Antolín García, Silvia Arlet, Héctor del Mar -conegut com el hombre del gol a finals dels setanta i primers vuitanta-, Manolo Gómez, Joaquín Visiedo, Ana Rosa Quintana, Kike Supermix, Teresa Viejo, Marta Robles, Cristina Tárrega, José Ramón de la Morena, Álvaro Luis amb l'espai Caliente y frío, Ketty Kaufmann o Ángel González Ucelay han col·laborat d'una o altra forma en la programació de Radio Intercontinental. En 2001 Pepe Cañaveras (Premi Ondas i Premi Antena de Oro) produeix el magazine matinal "Primera Pàgina". Un dels espais llegendaris que va emetre la cadena va ser el cèlebre Consultorio de Elena Francis.
En 1975, igual que, entre d'altres, la Cadena SER, es va veure obligada a cedir el 25% del seu accionariat a l'Estat. En 1981, amb 798.000 oïdors, era la cinquena emissora més escoltada d'Espanya, darrere de RNE, la SER, Radiocadena Española i la COPE.
A principis dels noranta va arribar a un acord amb Onda Cero per a emetre alguns dels seus programes en ona mitjana, com Protagonistas de Luis del Olmo. En 1994, la família Serrano Súñer va recuperar el 25% de les accions propietat de l'Estat, que havia perdut en 1975.
Al maig de 2009, el Grup Intereconomía va prendre el control de l'emissora adquirint el 96,70% de CRISAi obrint noves freqüències per la resta d'Espanya.
Des del 7 de gener 2019 Grup Internacional va prendre el control de l'emissora adquirint el 96,70%, passant a ser el seu president Carlos Peñaloza.

## Emissores

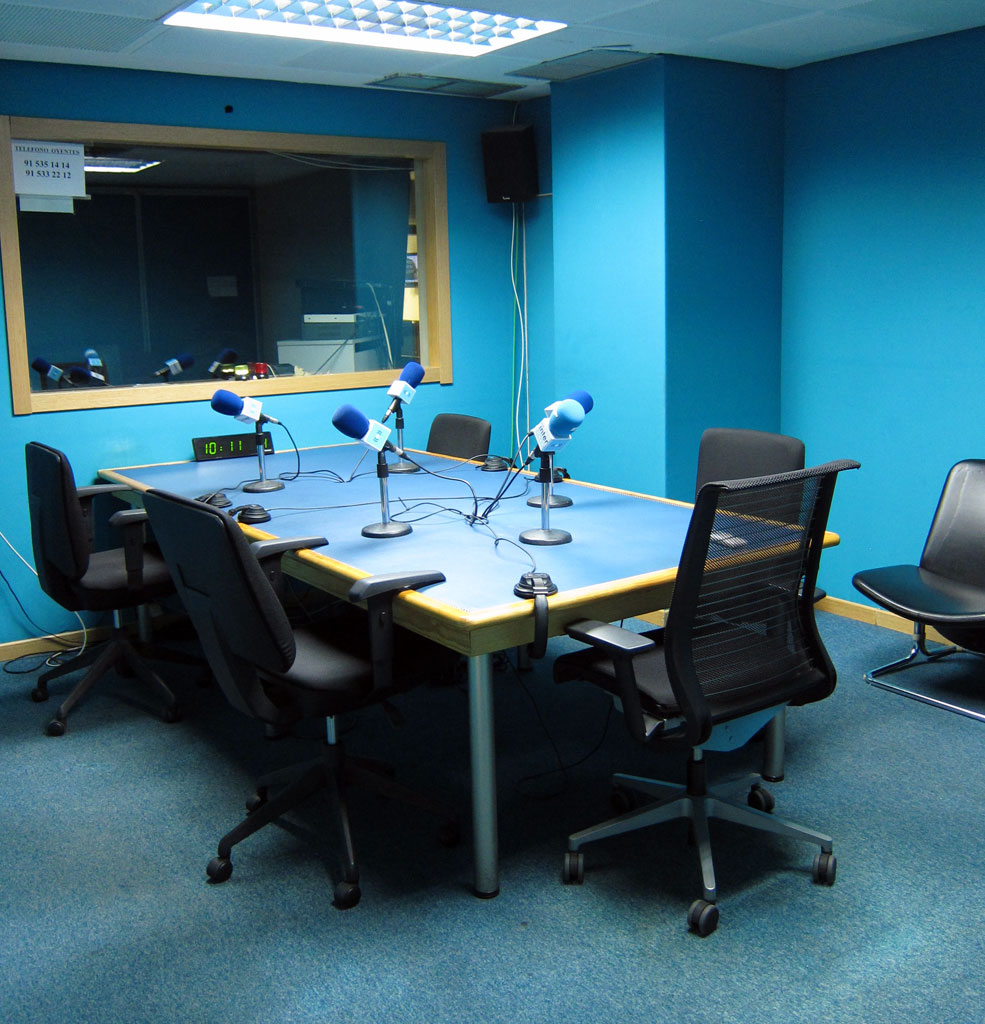
Estudi de Radio Inter a Madrid

Actualment les emissions de Radio Inter es redueixen a la seva emissió en la capital i província, un senyal d'Ona Mitjana (918 Khz) que li proporciona una gran cobertura (major durant la nit) i a unes poques emissores associades, arribo a comptar a meitat de la dècada passada amb al voltant de 30 emissores associades.

### FM

#### Comunitat de Madrid
- Madrid: 93.5 FM
- Sevilla la Nueva: 104.1 FM

#### Castella i Lleó
- Salamanca: 100.7 FM
- La Alberca (Salamanca Sud): 105.7 FM
- Burgos: 103.7 FM (Radio Evolución)

#### Regió de Múrcia
- Múrcia: 96.7 FM
- Emissores de la cadena Interpop (On es va emetre Radio Inter en algunes d'elles però actualment no ho fan o fins i tot s'han associat a altres cadenes):

#### Andalusia
- Granada: 98.1 FM
- Huelva: 100.0 FM
- Ugíjar: 107.3 FM

#### Canàries
- Fuerteventura: 89.9 i 94.4 i 95.1 FM
- Las Palmas de Gran Canària: 99.2 FM

#### Comunitat de Madrid
- Las Rozas de Madrid: 107.6 FM
- Madrid: 94.2 FM

#### País Valencià
- Alacant: 102.3 i 106.0 FM
- Alcoi: 93.5 FM
- Benidorm: 87.9 FM
- Elx: 106.2 FM
- Gandia: 106.3 FM
- Novelda: 92.0 FM
- Sueca: 104.5 FM
- Torrent: 101.7 FM
- Torrevella: 106.2 FM
- Baix Segura: 106.2 FM

#### Navarra
- Pamplona: 88.9 FM

#### País Basc
- Bilbao: 105.0 FM
- Eibar: 95.2 FM

## Premis
- Premis Patrimoni de Periodisme 2009 a Radio Intercontinental.[4]
- Micròfon d'Or 2010, per Buenos días, España a Eduardo García Serrano.[5]
- Antena de Plata 2010, per El color de la tarde a María José Bosch.[6]
- Antena de Oro 2012, per Abriendo boca a Ascensión Marín.[7]
- Antena de Plata 2015, per Vivir en Salud a Magdalena Romo.[8]
- Biocultura 2015, per Vivir en Salud a Magdalena Romo.[9]

## Audiència
4t trimestre de 2016: 13.000 oïdors

1r trimestre de 2017: 11.000 oïdors